# Iván Luis Zamorano Zamora
Iván Luis Zamorano Zamora (nascut el 18 de gener del 1967 a Santiago de Xile) conegut futbolísticament com a Iván Zamorano, és un exjugador de futbol, dels més importants de la història de Xile. Va jugar per molts clubs, els més destacats: Sevilla FC i Reial Madrid a Espanya i l'Inter a Itàlia. Va guanyar la lliga espanyola i va ser el Pitxitxi amb el Reial Madrid la mateixa temporada, i va guanyar la Copa de la UEFA amb l'Inter de Milà. Va jugar la Copa del món de França amb la selecció xilena el 1998.

## Palmarès

### Equips
Cobresal
- Primera divisió xilena (1987)

Real Madrid
- Copa del Rei (1993)
- Supercopa d'Espanya (1993)
- Copa Iberoamericana (1994)
- Primera divisió (1995)

Inter de Milà
- Copa de la UEFA (1998)

Club America
- Lliga mexicana (2002)

### Individuals
- Trofeu EFE: 1993, 1995
- Trofeu Pichichi: 1995